# Cytisus nigricans
Il citiso scuro (Cytisus nigricans L.) è un arbusto di medie proporzioni con racemi di fiori gialli, appartenente alla famiglia delle Fabacee.

## Etimologia

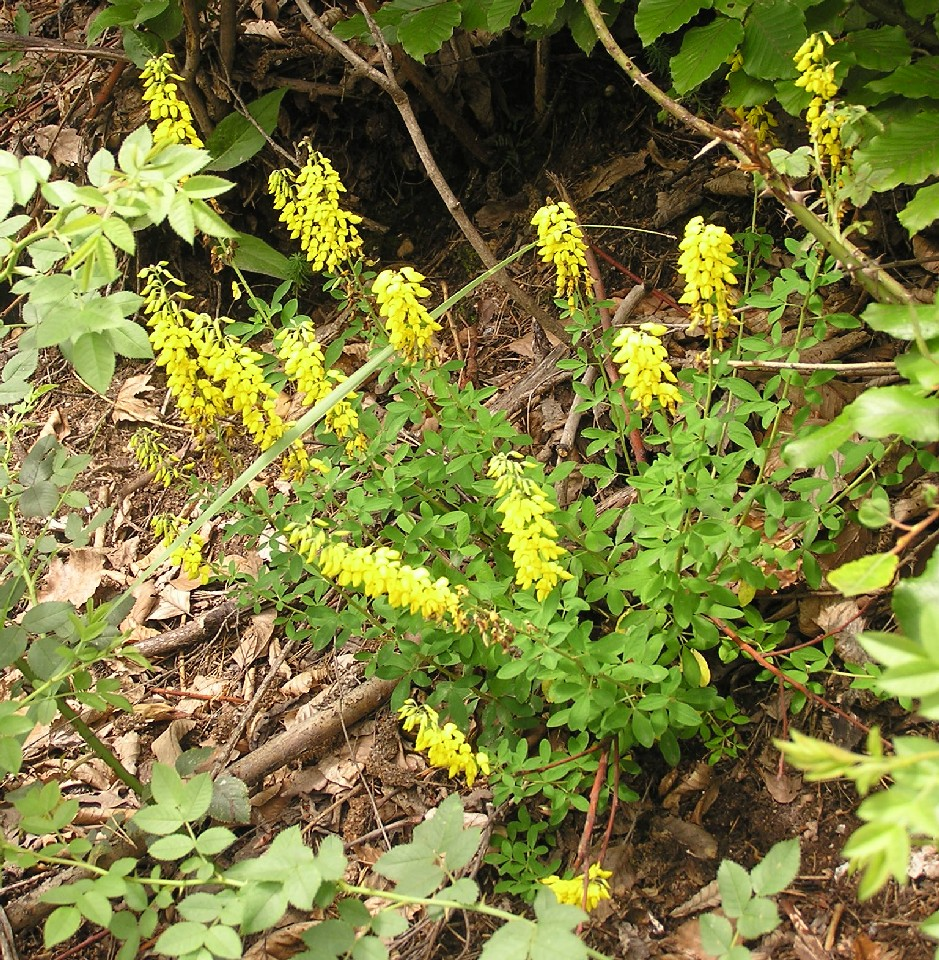
Il portamento

L'epiteto specifico (nigricans) fa riferimento alla particolarità che tutta la pianta annerisce a fioritura finita.

La prima pubblicazione scientifica di questo fiore (con la denominazione di Cytisus nigricans) è dovuta a Linneo, il padre della moderna classificazione scientifica, in una pubblicazione del 1753.

Gli inglesi chiamano questa pianta : Black Broom; i tedeschi la chiamano Schwarzwerdender Geißlee; mentre i francesi la chiamano Cytise noircissant.

## Descrizione
La superficie della pianta  si presenta con dei fitti peli minuti e semplici. Il ciclo biologico è perenne, mentre la forma biologica è del tipo nano-fanerofita (NP), quindi sono piante legnose con gemme svernanti poste tra i 30 cm e i 60 cm (massimo 1 metro) dal suolo. Tutta la pianta si annerisce con la dissecazione (le foglie e i fiori).

### Radici
La radice è del tipo nodoso e non molto profonda.

### Fusto
Il fusto è legnoso con i rami eretti finemente striati a sezione cilindrica. Il colore dei giovani fusti è bianco-argentino, mentre in seguito si abbruniscono presentando dei fitti peli appressati. In genere la corteccia appare continua e lucida.

### Foglie

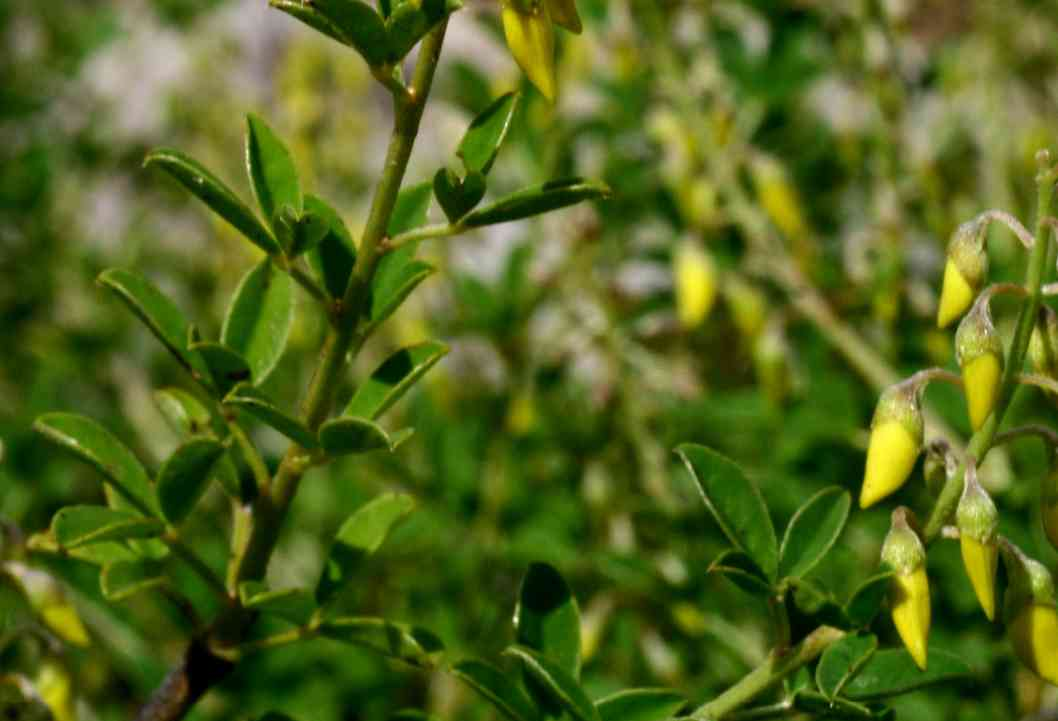
Le foglie
Giardino Botanico Alpino "Giangio Lorenzoni" (loc. Pian Cansiglio), Tambre d'Alpago (BL), quota 1000 m s.l.m. - 5/7/2007

Le foglie sono a portamento più o meno pendente (a disposizione alterna lungo il fusto) e trifogliate a tre segmenti (o lobi o foglioline) di forma lanceolata (3 volte più lunghi che larghi) con apice acuto. La pagina superiore dei lobi è percorsa da nervi che però non raggiungono il margine del lobo stesso. Il margine delle foglie è intero, sono inoltre picciolate e il colore è verde scuro. La pagina superiore è glabra, mentre quella inferiore è villosa-argentina. Le foglie sono caduche. Dimensione del picciolo : 10 – 13 mm; dimensione dei due lobi laterali : larghezza 6 mm, lunghezza 18 – 20 mm; dimensione del lobo centrale : larghezza 7 mm, lunghezza  20 – 24 mm; 

### Infiorescenza
L'infiorescenza è del tipo a racemo eretto terminale afillo con fiori gialli privi di brattee e odorosi. I fiori sono disposti in modo patente e sono peduncolati (con peli appressati anche questi). Nel suo insieme la forma dell'infiorescenza è vagamente piramidale. Lunghezza dell'infiorescenza : 10 – 15 cm; lunghezza del peduncolo  : 4 – 8 mm.

### Fiori

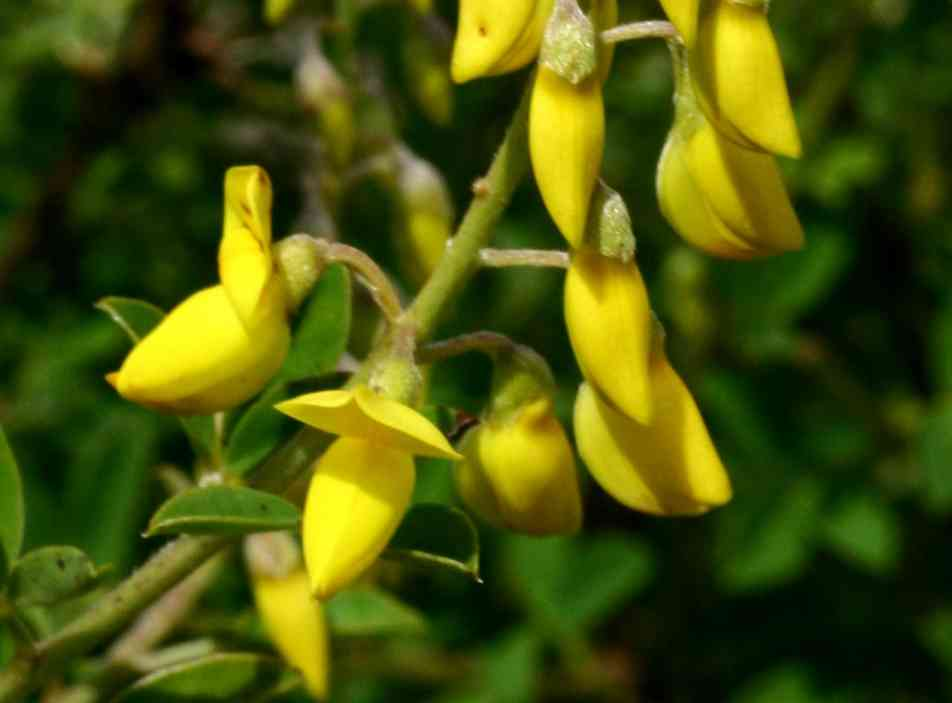
I fiori
Giardino Botanico Alpino "Giangio Lorenzoni" (loc. Pian Cansiglio), Tambre d'Alpago (BL), quota 1000 m s.l.m. - 5/7/2007

I fiori sono ermafroditi, pentameri, zigomorfi, eteroclamidati (calice e corolla ben differenziati) e diplostemoni (gli stami sono il doppio dei petali).
- Formula fiorale:

K (5), C 3+(2), A (10), G 1 (supero)
- Calice: il calice è del tipo campanulato (o conico) lungo quanto largo e gamosepalo  e termina con 5 denti acuti (il calice è bilabiato in quanto i 5 denti sono raggruppati in due denti superiori brevi e tre inferiori più lunghi). Dei peli appressati sono presenti anche sul calice. Dimensione del calice : 2 mm.
- Corolla: la corolla, (a 5 petali) e glabra, è del tipo papilionaceo dialipetalo:  ossia abbiamo un petalo centrale più sviluppato degli altri e ripiegato all'indietro (= vessillo); i due petali intermedi (= ali) sono liberi e in posizione laterale; mentre gli altri due rimanenti, inferiori, (= carena) sono concresciuti e inclusi nelle ali. Tutti i petali sono ugualmente più o meno lunghi. Nell'infiorescenza il vessillo è più sviluppato nei fiori inferiori. Dimensione della corolla : 8–10 mm.
- Androceo: gli stami sono 10 connati (saldati in un fascio unico = monadelfi).
- Gineceo: lo stilo è unico e ricurvo su un ovario supero formato da un carpello uniloculare. Lo  stigma è apicale.
- Fioritura : la fioritura avviene da giugno a agosto.
- Impollinazione: tramite insetti ma soprattutto api.

### Frutti
Il frutto è un legume glabro appiattito (e arcuato alle estremità) di tipo  deiscente e senza tubercoli ghiandolari ma con fitti peli appressati. I semi (giallastri e scuri) di forma lenticolare, alla base presentano una appendice callosa. Dimensione del legume : larghezza 0,5 mm, lunghezza  2 – 3 cm.

## Distribuzione e habitat
- Geoelemento: il tipo corologico (area di origine) è Centro europeo – Pontico; questo areale può essere allargato fino alle zone sub-siberiane.
- Distribuzione : in Italia questa pianta è diffusa soprattutto al nord (esclusa la Pianura Padana). Sull'arco alpino è presente in tutte le province. In Europa è presente nelle zone dei Balcani, delle Alpi Dinariche e nel Caucaso (fino in Russia).
- Habitat: l'habitat preferito di questa specie sono le brughiere e i boschi cedui (soprattutto presso i margini); ma anche le morene, ghiaioni e pietraie, oppure cespuglieti, pinete, gineprai e querceti sub-mediterranei. Il substrato preferito è lievemente siliceo (ma va bene anche calcareo) con pH neutro e bassi valori nutrizionali con terreno secco.
- Distribuzione altitudinale : queste piante si trovano dal piano fino a 1400 m s.l.m.; sono quindi frequentatrici dei piani collinari e montani.

## Fitosociologia
Dal punto di vista fitosociologico la specie di questa scheda  appartiene alla seguente comunità vegetale :
Formazione : comunità forestali
Classe : Quercetea robori-sessiliflorae

## Tassonomia
Cytisus nigricans appartiene alla tribù delle Genisteae caratterizzata dall'avere tutti e 10 gli stami monadelfi.

### Variabilità
Sono note le seguenti sottospecie:
- Cytisus nigricans subsp. nigricans : nei rami giovanili la pelosità è più appressata e l'infiorescenza si presenta allungata e con molto fiori (sono gli individui più diffusi).
- Cytisus nigricans subsp. atratus (Schur) Nyman : i peli dei giovani rami sono patenti, mentre l'infiorescenza ha dei racemi più brevi e con pochi fiori.

### Specie simili
Essendo questo genere (e altri come il Chamaecytisus) derivati tutti dal genere iniziale Cytisus, molte sono le specie, appartenenti anche a generi diversi, che a prima vista possono essere scambiate fra di loro. Alcune specie di Chamaecytisus (specialmente quelle a corolla gialla) sono molto simili  al Citiso scuro. Un buon elemento di differenziazione è comunque il calice che nel  genere Chamaecytisus è tubuloso (il corpo è più lungo dei denti terminali), mentre nella specie di questa scheda è più corto e a forma campanulata.